# 游錫堃內閣
游錫堃內閣成立於2002年2月1日，前任行政院院長張俊雄在立法院改選後提出總辭，由總統府秘書長游錫堃接任。游錫堃內閣是1996年中華民國總統選舉以後，歷經李登輝政府、陳水扁政府、馬英九政府、蔡英文政府迄今20多年來任期第二長的內閣。三年任期內是陳水扁兩任總統民調支持度的高原期。2004年游錫堃以行政院長兼任陳水扁全國競選總部主任委員，幫助陳呂在2004年中華民國總統選舉順利當選連任，得票率比2000年成長10.8％。

## 概述
游錫堃內閣是陳水扁總統任內最長壽的內閣。亦是民進黨第二任行政院長。
2002年成立時，游錫堃以戰鬥內閣自居。游內閣對張內閣作較大幅度的改組，副院長起用經濟部長林信義，駐美副代表李應元為行政院秘書長。起用剛卸任高雄縣長的余政憲出任內政部長。外交部長起用總統府副秘書長簡又新等。
游內閣第一位辭職的部長是經濟部長宗才怡，任命48日後因受不住立法院的強大質詢而請辭。行政院秘書長李應元後來亦因參選台北市長而辭職。在2002年11月，發生漁農會信用部風波，游錫堃因此三次向陳水扁辭職，後來對行政院作出小幅改組。
2003年末，新黨籍的環保署長郝龍斌因對公投的理念不合而請辭。游內閣在陳水扁連任後進行大規模改組，行政院副院長由葉菊蘭繼任等。
由於2004年的立法委員選舉未能完成國會過半的目標，故未能於2005年依慣例請辭後續任。
游內閣振興經濟有成。上任時，台灣一方面遭受2001全球網路泡沫化影響，經濟創有史以來第一次負成長（－1.26%），一方面面臨核四風暴後遺症、產業轉型關鍵期、朝小野大政局及首次政黨輪替的磨合期，隨後又遇美國911事件（2002）、SARS傳染病（2003）、319槍擊案（2004）等衝擊，任內經濟成長率三年平均尚能保有5.4%，失業率從2002年的5.17％歷史新高下降到2004年的4.44％，一般認為這是陳水扁連任成功的重要因素之一 。
金融改革方面，台灣因受1998年「亞洲金融風暴」影響及2001年「網路科技泡沫化」衝擊，2001年本國銀行逾放比率為11.26%，前總統李登輝曾警告可能出現「本土型金融風暴」。游內閣上任後提出「二五八金融改革計畫」大刀闊斧推動改革，打消逾放金額達一兆元新台幣，逾放比一路下降，至2004年底已下降至3.80%，符合國際標準 。任內化解了潛在的本土金融危機、解決了通貨緊縮風險、為產業轉型發展奠立堅實基礎，也使台灣在2008全球金融海嘯中屹立不搖，是一個成功並深受國際肯定的金融改革。

## 內閣成員（成立時）
| | |
| - 行政院院長：游錫堃（ 民主進步黨） - 行政院副院長：林信義 - 行政院秘書長：李應元（ 民主進步黨） - 內政部部長：余政憲（ 民主進步黨） - 外交部部長：簡又新（ 中國國民黨） - 國防部部長：湯曜明（ 中國國民黨） - 財政部部長：李庸三 - 教育部部長：黃榮村 - 法務部部長：陳定南（ 民主進步黨） - 交通部部長：林陵三 - 經濟部部長：宗才怡（ 民主進步黨，2002年2月1日－3月21日）、林義夫（ 中國國民黨，2002年3月21日－2004年5月20日） - 蒙藏委員會委員長：許志雄 - 僑務委員會委員長：張富美（ 民主進步黨） - 行政院衛生署署長：李明亮 - 行政院環境保護署署長：郝龍斌（ 新黨） - 行政院海岸巡防署署長：王郡（ 中國國民黨） - 行政院經濟建設委員會主任委員：林信義 - 行政院大陸委員會主任委員：蔡英文 - 行政院國軍退除役官兵輔導委員會主任委員：楊德智（ 中國國民黨） - 行政院青年輔導委員會主任委員：林芳玫（ 民主進步黨） - 行政院原子能委員會主任委員：歐陽敏盛（ 民主進步黨） | - 行政院國家科學委員會主任委員：魏哲和 - 行政院研究發展考核委員會主任委員：林嘉誠（ 民主進步黨） - 行政院農業委員會主任委員：范振宗（ 民主進步黨） - 行政院文化建設委員會主任委員：陳郁秀（ 民主進步黨） - 行政院勞工委員會主任委員：陳菊（ 民主進步黨） - 行政院公平交易委員會主任委員：黃宗樂 - 行政院公共工程委員會主任委員：郭瑤琪（ 民主進步黨） - 行政院體育委員會主任委員：林德福（ 民主進步黨） - 行政院客家委員會主任委員：葉菊蘭（ 民主進步黨） - 行政院原住民族委員會主任委員：陳建年（ 中國國民黨） - 行政院消費者保護委員會主任委員：林信義（副院長兼任） - 中央選舉委員會主任委員：黃石城 - 行政院飛航安全委員會主任委員：劉維琪 - 北美事務協調委員會主委：吳子丹 - 行政院新聞局局長：葉國興（ 民主進步黨） - 行政院主計處主計長：林全 - 行政院人事行政局局長：李逸洋（ 民主進步黨） - 中央銀行總裁：彭淮南（ 中國國民黨） - 國立故宮博物院院長：杜正勝 - 臺灣省政府主席：范光群 - 福建省政府主席：顏忠誠 - 不管部會政務委員：邱義仁、胡勝正、陳其南（ 民主進步黨）、蔡清彥、黃輝珍（ 中國國民黨）、林盛豐 |

## 民意调查
行政院長游錫堃上任二年餘，有五成七受訪民眾滿意游錫堃的施政表現，根據研考會所公布的「民眾對政府形象的看法」調查結果顯示，行政院團隊的形象調查中，以「重視環保，維護生態」、「重視城鄉及南北差距」、「勇於改革」及「認真打拼」較受民眾肯定，都超過五成，其中又以「重視環保，維護生態」民調成績最高，五成七受訪者表示肯定。

## 政績

### 解決前朝延宕建設
游內閣上任後克服朝小野大困境，發揮高執行力積極完成多項前朝延宕多年的重大建設，例如貫通雪山隧道；完成中二高、南二高、十二條東西向快速道路使形成西部高速公路網；淨化高雄自來水，結束高雄人買水喝30年的困擾；設置中部科學工業園區促進北中南均衡發展；開闢員山子分洪道整治基隆河解除汐止、瑞芳、社子等地水患；完成「金融改革」使金融逾放比符合國際標準，化解國內潛在金融危機為產業發展奠立堅實基礎等，被譽為1996年後最有治績的行政院長。

### 振興經濟措施
面對首度政黨輪替、核四風暴、朝小野大的政局影響及2001年全球網路科技泡沫化，台灣經濟成長率首度負成長，失業率創歷史新高，游內閣上任後立即實施「工業區土地006688優惠出租措施」促進國內投資；採取擴大公共支出包括200億救失業、500億救經濟、300億整治基隆河合計1000億的特別預算，並親自主導「促進民間投資公共建設」三年達成2000億投資，終於促使經濟有效復甦，三年平均經濟成長率達到5.4％，失業率也從5.17％下降0.73％至4.44％，增加45萬個就業機會。

### 經濟轉型長期治本政策
游內閣於2002年開始陸續提出「挑戰2008國發計畫」、「新十大建設」，內容含括軟體的文化創意產業與行動台灣的資訊建設等，都是具前瞻性的，和過去蔣經國十大建設、郝柏村六年國建僅限於硬體建設有所不同，將台灣「工業經濟」轉型為「知識經濟」。

### 完工多項交通建設
任內完成北迴鐵路電氣雙軌化、花蓮機場新航廈啟用、恆春機場民用航空站啟用等建設，惟蘇花高建設計畫方面則在其任內終止。